# Liga Mistrzów w piłce siatkowej
Liga Mistrzów w piłce siatkowej CEV (ang. CEV Volleyball Champions League - Men) – międzynarodowe męskie klubowe rozgrywki siatkarskie, utworzone z inicjatywy Europejskiej Konfederacji Piłki Siatkowej (CEV) w 2000 i regularnie (co sezon) prowadzone przez tę organizację od edycji 2000/2001 w ramach europejskich pucharów, przeznaczone dla najlepszych męskich drużyn klubowych (zajmujących czołowe miejsca w europejskich ligach krajowych). Najważniejsze oraz najbardziej prestiżowe klubowe zmagania siatkarskie na "starym kontynencie", które zastąpiły - rozgrywany od sezonu 1959/1960 do 1999/2000 - Puchar Europy Mistrzów Klubowych (PEMK).

## Historia
Pomysł stworzenia europejskich rozgrywek klubowych powstał w wyniku zyskiwania coraz większej popularności piłkarskiego Pucharu Europy Mistrzów Krajowych rozgrywanego od 1955 roku. Z inicjatywą wyszli polscy działacze oraz polski dziennik "Przegląd Sportowy", który ufundował nagrodę. Projekt regulaminu rozgrywek o nazwie Puchar Europy Mistrzów Klubowych (PEMK) przedstawiony został na Kongresie FIVB 4 października 1959 r. Odpowiedzialna za prowadzenie rozgrywek została Komisja Pucharu Europy, na której czele stanął ówczesny wiceprezes PZPS - Benedykt Menel. W połowie lat 60. Komisja Pucharu Europy zmieniła nazwę na Komisję Europejską, następnie na Federację Europejską, z której w 1972 roku powstała Europejska Konfederacja Piłki Siatkowej (CEV). Rozgrywki o Puchar Europy Mistrzów Krajowych po raz pierwszy rozegrane zostały w sezonie 1959/1960.
W sezonie 1995/1996 doszło do reformy rozgrywek. Postanowiono, że po fazie kwalifikacyjnej drużyny rywalizować będą w grupach liczących po 8 zespołów. Z każdej grupy awansować będą po dwie najlepsze drużyny, po czym rozgrywany będzie turniej finałowy składający się z półfinałów, meczu o 3. miejsce i finału. Pojawiło się określenie Liga Mistrzów, które odnosić się miało do piłkarskiego odpowiednika tych rozgrywek.
W 2000 roku Europejska Konfederacja Piłki Siatkowej zlikwidowała Puchar Europy Mistrzów Klubowych, a w jego miejsce powstała Liga Mistrzów (ang. European Champions League). Pierwszą rundę stanowi faza grupowa, następnie rozgrywana jest faza play-off, po której odbywa się turniej finałowy na zasadach takich samych jak w poprzednich sezonach.  W 2001 roku CEV podpisała z firmą Indesit umowę o miano głównego i tytularnego sponsora męskiej Ligi Mistrzów, na mocy której w sezonach 2001/2002-2009/2010 nosiła ona oficjalną nazwę Indesit European Champions League (IECL).

## Triumfatorzy i uczestnicy Final Four
| Sezon                            | Miejsce finału                                               | 1. miejsce                                                   | 2. miejsce                                                   | 3. miejsce                                                   | 4. miejsce                                                   |
| Puchar Europy Mistrzów Klubowych | Puchar Europy Mistrzów Klubowych                             | Puchar Europy Mistrzów Klubowych                             | Puchar Europy Mistrzów Klubowych                             | Puchar Europy Mistrzów Klubowych                             | Puchar Europy Mistrzów Klubowych                             |
| -------------------------------- | ------------------------------------------------------------ | ------------------------------------------------------------ | ------------------------------------------------------------ | ------------------------------------------------------------ | ------------------------------------------------------------ |
| 1960                             | Moskwa Bukareszt                                             | CSKA Moskwa                                                  | Rapid Bukareszt                                              | Lewski Sofia AZS-AWF Warszawa                                | –                                                            |
| 1961                             | Moskwa Bukareszt                                             | Rapid Bukareszt                                              | CSKA Moskwa                                                  | Minior Dimitrowo Dukla Kolin                                 | –                                                            |
| 1962                             | Moskwa Bukareszt                                             | CSKA Moskwa                                                  | Rapid Bukareszt                                              | –                                                            | –                                                            |
| 1962/1963                        | Moskwa Bukareszt                                             | Rapid Bukareszt                                              | CSKA Moskwa                                                  | CDNA Sofia Legia Warszawa                                    | –                                                            |
| 1963/1964                        | Lipsk Zagrzeb                                                | SC Lipsk                                                     | AOK Mladost Zagrzeb                                          | Dukla Kolin Minior Pernik                                    | –                                                            |
| 1964/1965                        | Bruksela                                                     | Rapid Bukareszt                                              | Minior Pernik                                                |                                                              |                                                              |
| 1965/1966                        | Bukareszt                                                    | Dinamo Bukareszt                                             | Rapid Bukareszt                                              | Dukla Kolin CSKA Moskwa                                      | –                                                            |
| 1966/1967                        | Bukareszt                                                    | Dinamo Bukareszt                                             | Rapid Bukareszt                                              | Rudá hvězda Praha SC Lipsk                                   | –                                                            |
| 1967/1968                        | La Louvière                                                  | Spartak Brno                                                 | Dinamo Bukareszt                                             | Legia Warszawa Steaua Bukareszt                              | –                                                            |
| 1968/1969                        | Sofia Bukareszt                                              | CSKA Sofia                                                   | Steaua Bukareszt                                             | Zbrojovka Zetor Brno SC Lipsk                                | –                                                            |
| 1969/1970                        | Ałma-Ata Brno                                                | Buriewiestnik Ałma-Ata                                       | Zetor Zbrojovka Brno                                         | Csepel SC                                                    | –                                                            |
| 1970/1971                        | Bruksela                                                     | Buriewiestnik Ałma-Ata                                       | Zetor Zbrojovka Brno                                         | CSKA Sofia SC Lipsk                                          | –                                                            |
| 1971/1972                        | Bruksela                                                     | Zetor Zbrojovka Brno                                         | Delta Lloyd AMVJ Amstelveen                                  | Ruini Florencja                                              | –                                                            |
| 1972/1973                        | Deurne                                                       | CSKA Moskwa                                                  | Resovia                                                      | Rudá hvězda Praha                                            | –                                                            |
| 1973/1974                        | Paryż                                                        | CSKA Moskwa                                                  | Dinamo Bukareszt                                             | SC Lipsk                                                     | Starlift Blokkeer Rijswijk                                   |
| 1974/1975                        | Amstelveen                                                   | CSKA Moskwa                                                  | Zetor Zbrojovka Brno                                         | SC Lipsk                                                     | Sławia Sofia                                                 |
| 1975/1976                        | Bruksela                                                     | VK Dukla Liberec                                             | Sławia Sofia                                                 | Spartak Subotica                                             | Resovia                                                      |
| 1976/1977                        | Pieksämäki                                                   | CSKA Moskwa                                                  | Dinamo Bukareszt                                             | CSKA Sofia                                                   | Wardar Skopje                                                |
| 1977/1978                        | Bazylea                                                      | Płomień Milowice                                             | Starlift Blokkeer Rijswijk                                   | Aero Odolena Voda                                            | Boronkay Stambuł                                             |
| 1978/1979                        | Bruksela                                                     | Červená hviezda Bratysława                                   | Steaua Bukareszt                                             | Płomień Milowice                                             | Pieksämäen NMKY                                              |
| 1979/1980                        | Ankara                                                       | Klippan Turyn                                                | Červená hviezda Bratysława                                   | Eczacıbaşı Stambuł                                           | Pieksämäen NMKY                                              |
| 1980/1981                        | Palma de Mallorca                                            | Dinamo Bukareszt                                             | CSKA Moskwa                                                  | Gwardia Wrocław                                              | Pieksämäen NMKY                                              |
| 1981/1982                        | Paryż                                                        | CSKA Moskwa                                                  | Robe di Kappa CUS Turyn                                      | Dinamo Bukareszt                                             | Olympiakos SFP                                               |
| 1982/1983                        | Parma                                                        | CSKA Moskwa                                                  | AS Cannes                                                    | Santal Parma                                                 | Son Amar Palma                                               |
| 1983/1984                        | Bazylea                                                      | Santal Parma                                                 | HAOK Mladost Zagrzeb                                         | VK Dukla Liberec                                             | AS Cannes                                                    |
| 1984/1985                        | Bruksela                                                     | Santal Parma                                                 | HAOK Mladost Zagrzeb                                         | CSKA Sofia                                                   | Rudá hvězda Praha                                            |
| 1985/1986                        | Parma                                                        | CSKA Moskwa                                                  | Santal Parma                                                 | Brother Martinus Amstelveen                                  | Rudá hvězda Praha                                            |
| 1986/1987                        | ’s-Hertogenbosch                                             | CSKA Moskwa                                                  | Panini Modena                                                | Brother Martinus Amstelveen                                  | CSKA Sofia                                                   |
| 1987/1988                        | Lorient                                                      | CSKA Moskwa                                                  | Panini Modena                                                | Brother Martinus Amstelveen                                  | CSKA Sofia                                                   |
| 1988/1989                        | Ateny                                                        | CSKA Moskwa                                                  | Panini Modena                                                | Vojvodina Nowy Sad                                           | Hamburger SV                                                 |
| 1989/1990                        | Amstelveen                                                   | Philips Modena                                               | AS Fréjus                                                    | CV Palma Majorka                                             | CSKA Sofia                                                   |
| 1990/1991                        | Modena                                                       | CSKA Moskwa                                                  | Maxicono Parma                                               | Philips Modena                                               | AS Cannes                                                    |
| 1991/1992                        | Pireus                                                       | Messaggero Rawenna                                           | Olympiakos SFP                                               | CSKA Moskwa                                                  | AS Cannes                                                    |
| 1992/1993                        | Pireus                                                       | Messaggero Rawenna                                           | Maxicono Parma                                               | Olympiakos SFP                                               | Maes Pils Zellik                                             |
| 1993/1994                        | Bruksela                                                     | Porto Rawenna                                                | Maxicono Parma                                               | Maes Pils Zellik                                             | Olympiakos SFP                                               |
| 1994/1995                        | Wiedeń                                                       | Sisley Treviso                                               | Edilcuoghi Rawenna                                           | Olympiakos SFP                                               | Maes Pils Zellik                                             |
| 1995/1996                        | Bolonia                                                      | Las Daytona Modena                                           | ASV Dachau                                                   | Vojvodina Nowy Sad                                           | Sisley Treviso                                               |
| 1996/1997                        | Wiedeń                                                       | Las Daytona Modena                                           | Noliko Maaseik                                               | HAOK Mladost Zagrzeb                                         | Sisley Treviso                                               |
| 1997/1998                        | Nowy Sad                                                     | Casa Modena Unibon                                           | Unicaja Almería                                              | Paris UC                                                     | HAOK Mladost Zagrzeb                                         |
| 1998/1999                        | Almería                                                      | Sisley Treviso                                               | Noliko Maaseik                                               | VfB Friedrichshafen                                          | Biełogorje-Dinamo Biełgorod                                  |
| 1999/2000                        | Villorba                                                     | Sisley Treviso                                               | VfB Friedrichshafen                                          | Noliko Maaseik                                               | Bayernwerk Wiedeń                                            |
| Liga Mistrzów                    |                                                              |                                                              |                                                              |                                                              |                                                              |
| 2000/2001                        | Paryż                                                        | Paris Volley                                                 | Sisley Treviso                                               | Ford per il Bambino Gesù Roma                                | Olympiakos SFP                                               |
| 2001/2002                        | Opole                                                        | Lube Banca Marche Macerata                                   | Olympiakos SFP                                               | GS Iraklis                                                   | ZAKSA Kędzierzyn-Koźle                                       |
| 2002/2003                        | Mediolan                                                     | Lokomotiw-Biełogorje Biełgorod                               | Kerakoll Modena                                              | ZAKSA Kędzierzyn-Koźle                                       | Paris Volley                                                 |
| 2003/2004                        | Biełgorod                                                    | Lokomotiw-Biełogorje Biełgorod                               | Iskra Odincowo                                               | Tours VB                                                     | GS Iraklis                                                   |
| 2004/2005                        | Saloniki                                                     | Tours VB                                                     | GS Iraklis                                                   | Lokomotiw-Biełogorje Biełgorod                               | VfB Friedrichshafen                                          |
| 2005/2006                        | Rzym                                                         | Sisley Treviso                                               | GS Iraklis                                                   | Lokomotiw-Biełogorje Biełgorod                               | Dinamo Moskwa                                                |
| 2006/2007                        | Moskwa                                                       | VfB Friedrichshafen                                          | Tours VB                                                     | Dinamo Moskwa                                                | Lube Banca Marche Macerata                                   |
| 2007/2008                        | Łódź                                                         | Zenit Kazań                                                  | Copra Nordmeccanica Piacenza                                 | PGE Skra Bełchatów                                           | Sisley Treviso                                               |
| 2008/2009                        | Praga                                                        | Itas Diatec Trentino                                         | GS Iraklis                                                   | Iskra Odincowo                                               | Lube Banca Marche Macerata                                   |
| 2009/2010                        | Łódź                                                         | Trentino BetClic                                             | Dinamo Moskwa                                                | PGE Skra Bełchatów                                           | ACH Volley Bled                                              |
| 2010/2011                        | Bolzano                                                      | Trentino BetClic                                             | Zenit Kazań                                                  | Dinamo Moskwa                                                | Jastrzębski Węgiel                                           |
| 2011/2012                        | Łódź                                                         | Zenit Kazań                                                  | PGE Skra Bełchatów                                           | Trentino PlanetWin365                                        | Arkas Spor Izmir                                             |
| 2012/2013                        | Omsk                                                         | Lokomotiw Nowosybirsk                                        | Bre Banca Lannutti Cuneo                                     | Zenit Kazań                                                  | ZAKSA Kędzierzyn-Koźle                                       |
| 2013/2014                        | Ankara                                                       | Biełogorje Biełgorod                                         | Halkbank                                                     | Jastrzębski Węgiel                                           | Zenit Kazań                                                  |
| 2014/2015                        | Berlin                                                       | Zenit Kazań                                                  | Asseco Resovia Rzeszów                                       | Berlin Recycling Volleys                                     | PGE Skra Bełchatów                                           |
| 2015/2016                        | Kraków                                                       | Zenit Kazań                                                  | Diatec Trentino                                              | Cucine Lube Civitanova                                       | Asseco Resovia Rzeszów                                       |
| 2016/2017                        | Rzym                                                         | Zenit Kazań                                                  | Sir Sicoma Colussi Perugia                                   | Cucine Lube Civitanova                                       | Berlin Recycling Volleys                                     |
| 2017/2018                        | Kazań                                                        | Zenit Kazań                                                  | Cucine Lube Civitanova                                       | Sir Sicoma Colussi Perugia                                   | ZAKSA Kędzierzyn-Koźle                                       |
| 2018/2019                        | Berlin                                                       | Cucine Lube Civitanova                                       | Zenit Kazań                                                  | Sir Sicoma Colussi Perugia PGE Skra Bełchatów                |                                                              |
| 2019/2020                        | Ze względu na pandemię COVID-19 rozgrywki zostały przerwane. | Ze względu na pandemię COVID-19 rozgrywki zostały przerwane. | Ze względu na pandemię COVID-19 rozgrywki zostały przerwane. | Ze względu na pandemię COVID-19 rozgrywki zostały przerwane. | Ze względu na pandemię COVID-19 rozgrywki zostały przerwane. |
| 2020/2021                        | Werona                                                       | Grupa Azoty ZAKSA Kędzierzyn-Koźle                           | Itas Trentino                                                | Sir Sicoma Monini Perugia Zenit Kazań                        |                                                              |
| 2021/2022                        | Lublana                                                      | Grupa Azoty ZAKSA Kędzierzyn-Koźle                           | Itas Trentino                                                | Sir Sicoma Colussi Perugia Jastrzębski Węgiel                |                                                              |
| 2022/2023                        | Turyn                                                        | Grupa Azoty ZAKSA Kędzierzyn-Koźle                           | Jastrzębski Węgiel                                           | Sir Sicoma Monini Perugia Halkbank                           |                                                              |
| 2023/2024                        | Antalya                                                      | Itas Trentino                                                | Jastrzębski Węgiel                                           | Cucine Lube Civitanova Ziraat Bankkart Ankara                |                                                              |
| 2024/2025                        | Łódź                                                         | Sir Sicoma Monini Perugia                                    | Aluron CMC Warta Zawiercie                                   | JSW Jastrzębski Węgiel                                       | Halkbank                                                     |
| 2025/2026                        |                                                              |                                                              |                                                              |                                                              |                                                              |

## Gospodarze Ligi Mistrzów od 2001
| Gospodarze | Państwa (Lata)                              |
| ---------- | ------------------------------------------- |
| 6          | Polska (2002, 2008, 2010, 2012, 2016, 2025) |
| 6          | Włochy (2003, 2006, 2011, 2017, 2021, 2023) |
| 4          | Rosja (2004, 2007, 2013, 2018)              |
| 2          | Turcja (2014, 2024)                         |
| 2          | Niemcy (2015, 2019)                         |
| 1          | Francja (2001)                              |
| 1          | Grecja (2005)                               |
| 1          | Czechy (2009)                               |
| 1          | Słowenia (2022)                             |

## Triumfatorzy
| Drużyna                    | Zwycięstwa | Lata zwycięstw                                                               |
| -------------------------- | ---------- | ---------------------------------------------------------------------------- |
| CSKA Moskwa                | 13         | 1960, 1962, 1973, 1974, 1975, 1977, 1982, 1983, 1986, 1987, 1988, 1989, 1991 |
| Zenit Kazań                | 6          | 2008, 2012, 2015, 2016, 2017, 2018                                           |
| Modena Volley              | 4          | 1990, 1996, 1997, 1998                                                       |
| Sisley Treviso             | 4          | 1995, 1999, 2000, 2006                                                       |
| Trentino Volley            | 4          | 2009, 2010, 2011, 2024                                                       |
| Rapid Bukareszt            | 3          | 1961, 1963, 1965                                                             |
| Dinamo Bukareszt           | 3          | 1966, 1967, 1981                                                             |
| Ravenna Volley             | 3          | 1992, 1993, 1994                                                             |
| Biełogorje Biełgorod       | 3          | 2003, 2004, 2014                                                             |
| ZAKSA Kędzierzyn-Koźle     | 3          | 2021, 2022, 2023                                                             |
| Spartak Brno               | 2          | 1968, 1972                                                                   |
| Burewiestnik Ałma-Ata      | 2          | 1970, 1971                                                                   |
| Pallavolo Parma            | 2          | 1984, 1985                                                                   |
| Lube Macerata              | 2          | 2002, 2019                                                                   |
| SC Lipsk                   | 1          | 1964                                                                         |
| CSKA Sofia                 | 1          | 1969                                                                         |
| Dukla Liberec              | 1          | 1976                                                                         |
| Płomień Milowice           | 1          | 1978                                                                         |
| Červená hviezda Bratysława | 1          | 1979                                                                         |
| Pallavolo Torino           | 1          | 1980                                                                         |
| Paris Volley               | 1          | 2001                                                                         |
| Tours VB                   | 1          | 2005                                                                         |
| VfB Friedrichshafen        | 1          | 2007                                                                         |
| Lokomotiw Nowosybirsk      | 1          | 2013                                                                         |
| Sir Sicoma Monini Perugia  | 1          | 2025                                                                         |

### Triumfatorzy według krajów
| Kraj                    | Zwycięstwa | 2. miejsce | Finały |
| ----------------------- | ---------- | ---------- | ------ |
| / Rosja                 | 25         | 7          | 32     |
| Włochy                  | 21         | 18         | 39     |
| Rumunia                 | 6          | 9          | 15     |
| Polska                  | 4          | 6          | 10     |
| Czechosłowacja          | 4          | 4          | 8      |
| Francja                 | 2          | 3          | 5      |
| Bułgaria                | 1          | 2          | 3      |
| Niemcy                  | 1          | 2          | 3      |
| NRD                     | 1          | 0          | 1      |
| Grecja                  | 0          | 5          | 5      |
| Jugosławia · Jugosławia | 0          | 3          | 3      |
| Belgia                  | 0          | 2          | 2      |
| Hiszpania               | 0          | 1          | 1      |
| Holandia                | 0          | 1          | 1      |
| Turcja                  | 0          | 1          | 1      |

## System rozgrywek
Na przestrzeni lat zarówno sam system rozgrywek, jak i liczba klubów biorących udział w poszczególnych etapach siatkarskiej Ligi Mistrzów, a także sposób kwalifikowania się do każdego z nich, kilkakrotnie ulegały zmianom.

Początkowo, w fazie grupowej występowało 12 drużyn (dwie 6-zespołowe grupy), później 16 (cztery 4-zespołowe grupy), następnie 20 (pięć 4-zespołowych grup), 24 (cztery 6-zespołowe grupy), 24 (sześć 4-zespołowych grup), potem 28 (siedem 4-zespołowych grup), zaś obecnie 20 (pięć 4-zespołowych grup). Obecnie rozgrywa się również 2-rundowe kwalifikacje o prawo startu w fazie grupowej w formie 4-zespołowych turniejów.

Od samego początku decydujące rozstrzygnięcia zapadały podczas 4-drużynowego turnieju finałowego (tzw. Final Four). Do sezonu 2002/2003 kwalifikowały się do niego – drogą rywalizacji sportowej – cztery najlepsze kluby wcześniejszych faz (tj. rundy grupowej i ćwierćfinałów), a funkcję gospodarza CEV powierzała jednemu z nich. Począwszy od sezonu 2003/2004 pewne miejsce w Final Four ma z góry jedna z ekip uczestniczących w fazie grupowej, która nie musi po jej zakończeniu kontynuować bojów w play-offach (pierwotnie jedno-, zaś od edycji 2004/2005 – dwustopniowych). W zamian, to na barki jej działaczy spada obowiązek zorganizowania turnieju „finałowej czwórki” (od sezonu 2003/2004 gospodarza Finał Four można wyznaczać, więc długo wcześniej).

### Reforma 2007/2008
Pod koniec 2006 CEV postanowiła zreformować wszystkie siatkarskie rozgrywki pucharowe zarówno kobiet, jak i mężczyzn od sezonu 2007/2008. Planowane zmiany dotknęły również męską Ligę Mistrzów, w której postanowiono ponownie zredukować liczbę uczestników do 20 ekip (ostatecznie jednak pozostawiono ich 24) oraz ustalić maksymalną liczbę reprezentantów danej federacji w niej do trzech.

W związku z tym, w lutym 2007 CEV ogłosiła swój autorski klubowy ranking krajowych federacji siatkarskich (osobny dla kobiet i mężczyzn). Tworzony jest on na podstawie wyników uzyskanych przez poszczególne drużyny klubowe w poprzednich sezonach. Za każde zwycięstwo w pojedynczym meczu, wyjście z grupy, czy awans do kolejnej rundy przyznawane zostają punkty (wraz z ewentualnymi bonusami), które po zsumowaniu tworzą współczynnik danej federacji. Im wyższy współczynnik, tym wyższą pozycję w owym rankingu zajmuje dane państwo. Zajmowana pozycja określa natomiast liczbę zespołów, które może wystawić w następnym sezonie w konkretnych europucharach (w tym Lidze Mistrzów) każda federacja.

Ranking ma za zadanie usystematyzować zasady kwalifikacji do europejskich pucharów oraz sprawić, by stały się one czytelne dla wszystkich zainteresowanych i bardziej przewidywalne.

Ustalono również, iż do Ligi Mistrzów każda federacja obowiązkowo musi zgłosić mistrza kraju, zaś w przypadku gdy dysponuje większą liczbą miejsc (tj. dwoma lub trzema) sama może zdecydować o kryteriach obsady (zdobywca krajowego pucharu, bądź kolejne drużyny w ligowej tabeli).